# Поспелов, Геннадий Николаевич
Генна́дий Никола́евич Поспе́лов (1899—1992) — советский литературовед-теоретик, доктор филологических наук, профессор МГУ, последователь Валерьяна Переверзева. Также известен как автор работы «Российский путь перехода к социализму и его результаты», в которой критиковал советскую систему и сделал попытку анализа её истории с марксистских позиций; эта работа получила известность как «завещание Варги», так как Поспелов приписал авторство ему, и до распада СССР распространялась исключительно в самиздате и зарубежных изданиях.

## Биография
Родился в Костроме, в семье Николая Ивановича и Анны Дмитриевны Поспеловых. Отец был сыном священника, мать (урожд. Френева) - дворянкой. Отец Н.И.Поспелов (1864-1958), хотя и закончил духовную академию, всю жизнь работал в области народного образования (учитель гимназии, инспектор, директор народных училищ Тульской губернии; в советское время - преподаватель, потом доцент Тульского педагогического института). Дед Иван Григорьевич (1821-1910),  получивший фамилию Поспелов (при поступлении в Костромское духовное училище), стал  - протоиереем Успенского собора в Костроме, духовным писателем.
В разное время Геннадий учился в костромской, ярославской, ростовской гимназиях, а в 1918 году окончил гимназию в городе Тула. Работал делопроизводителем в совхозе (с лета 1918 до осени 1921), учителем литературы в школе Алексина (1921/1922 учебный год).
В 1922—1925 годах учился на Факультете общественных наук МГУ (литературно-художественное отделение). В 1925—1928 учился в аспирантуре Института языка и литературы РАНИОН, где его научным руководителем был В. Ф. Переверзев.
Параллельно учёбе в 1922—1928 преподавал в средней школе № 64 Краснопресненского района Москвы. С сентября 1928 ассистент, затем доцент этнологического факультета МГУ (литературное отделение). В сентябре 1930 уволен как ученик и последователь Переверзева. По этой же причине был лишён возможности публиковаться с 1929 по 1934. В 1930—1932 преподавал на рабфаке имени М. И. Калинина. В 1932—1934 доцент Редакционно-издательского института. С 1934 года Г. Н. Поспелов был доцентом, с 1938 профессором МИФЛИ. С 1941 зам. зав. кафедрой истории русской литературы. В 1941 МИФЛИ был слит с МГУ, где Поспелов продолжал преподавать в прежней должности, а в 1960 году создал кафедру теории литературы. Г. Н. Поспелов оставил заведование созданной им кафедры в 1977 году.
В конце 1960 года принят в члены Союза писателей.
По воспоминаниям Л. Левицкого, «истый джентльмен, исполненный чувства собственного достоинства и уважающий это чувство в других».
Похоронен на Кунцевском кладбище.

## Вклад в литературоведение
Г. Н. Поспелов изучал методологию литературоведения и теорию литературы, а также философскую природу искусства. Г. Н. Поспелов был экспертом по истории русской литературы XVIII—XIX вв. Г. Н. Поспелов предложил концепцию искусства как разновидности познавательной и идеологической деятельности. Свою концепцию искусства он обосновал, используя богатый исторический и литературный материал и разработал оригинальную терминологию для описания этой концепции.

## «Российский путь перехода к социализму и его результаты»
В 1965 году, на следующий год после смерти академика Е. С. Варги, в самиздате стал распространяться текст «Российский путь перехода к социализму и его результаты», подписанный его именем, в котором с марксистских позиций анализировались революции 1917 года и дальнейшее строительство советской системы; на тезис программы КПСС о построении коммунизма к 1980 году автор отвечал, что «никакого коммунизма в этой стране невозможно будет достигнуть ни через 20, ни через 100 лет», так как в стране не существует даже социализма; хотя автор считает, что Октябрьская революция была неизбежной и прогрессивной, реальных условий для строительства не было; так как надежды на мировую революцию не оправдались, Ленин сформулировал идею «российского пути перехода к социализму»: благодаря уникальным классовым отношениям в России развитие капитализма тормозилось, и новый экономический строй оказывался неспособным привести к власти более прогрессивные классы и обеспечить независимое развитие России; минуя капитализм, согласно такой идее, Россия переходит к социалистическим преобразованиям, а её примерe следуют «отсталые, полуколониальные народы», что подтвердилось, например, в Китае; из-за нужд индустриализации и сохранения государства во враждебном окружении в странах происходит централизация управления хозяйством и политикой, что приводит к установлению диктатуры номенклатуры, играющей роли правящего класса; так как низшие классы аполитичны или принимают официальную идеологию, свержение номенклатуры снизу невозможно, «необходим перелом в верхах».
Найденные экземпляры изымались КГБ, а наследники Варги отрицали его авторство. В 1968 году на «Процессе четырёх» был признан судом одним из немногих «преступных» («антисоветская пропаганда и агитация») текстов, распространяемых обвиняемыми; в том же году тест опубликован в журнале «Грани» с предисловием: «Является ли автором настоящего конспекта один из крупнейших отечественных экономистов академик Е. С. Варга, сейчас, после его смерти, установить трудно. Но независимо от этого, данная работа сама по себе представляет объективную ценность». В 1970 году работу Р. Гароди опубликовал во французском переводе под названием «Завещание Варги» (фр. Le Testament de Varga), в своём предисловии написав, что автором был именно Варга; в том же году текст был переведён на английский и напечатан в New Left Review как «Политическое завещание» (англ. Political Testament). В 1991 году Поспелов раскрыл авторство и рассказал об обстоятельствах и написания и распространения текста.
Текст был перепечатан журналом «Скепсис», а главный редактор С. Соловьёв назвал его «выдающимся марксистским текстом»: «Эта статья в очередной раз демонстрирует, что марксистский анализ успешно применялся к советскому обществу (следует вспомнить ещё и "Преданную революцию" Л.Д. Троцкого, и "Сталин и кризис пролетарской диктатуры" М. Рютина, и целый ряд других текстов). Его оценки и вытекающие из них прогнозы оказывались в итоге куда точнее, чем прогнозы многих "советологов"».

## Семья
- Дед — Иван Григорьевич Поспелов (о. Иоанн, 1821—1910), протоиерей Костромского кафедрального собора, духовный писатель
- Отец — Николай Иванович Поспелов (1864—1958), директор народных училищ Тульской губернии, после революции доцент Тульского пединститута, соавтор нескольких учебников по литературе и русскому языку для школ и вузов
- 1-я жена (с 1921) — Вера Александровна Токарева (1902—1994), сестра этнографа С. А. Токарева, одноклассника Поспелова
- 2-я жена (с 1928) — Евгения Борисовна Васильева (1904—1992)
  - Сын — Глеб Геннадьевич Поспелов (1930—2014), искусствовед.
  - Дочь — Татьяна Геннадьевна Поспелова[13] (род. 1935), музыковед, была замужем за писателем и драматургом Леонидом Зориным.

## Награды
- орден Трудового Красного Знамени (30.07.1979)
- медали

## Основные работы
Библиографический список
- «К проблеме содержания и формы» // «Красная новь». — 1925. — № 5 (первая печатная работа)
- Творчество Н. В. Гоголя. М.: Учпедгиз, 1953;
- «О природе искусства» (1960)
- «История русской литературы XIX в. 1840—1860» (1962, 2-е изд. 1972; 3-е изд. 1981)
- «Эстетическое и художественное» (1965)
- Проблемы литературного стиля. М.: Изд-во МГУ, 1970.
- Творчество Ф. М. Достоевского. М.: Знание, 1971;
- Проблемы исторического развития литературы. М.: Просвещение, 1972;
- «Введение в литературоведение» (1976, 2-е изд. 1983, 3-е изд. 1988; редактор);
- Лирика (среди литературных родов). М.: Изд-во МГУ, 1976;
- Теория литературы. М.: Высшая школа, 1978;
- «Вопросы методологии и поэтики: сборник статей» (1983);
- Искусство и эстетика. М.: Искусство, 1984;
- Стадиальное развитие европейских литератур. М.: Художественная литература, 1988. — 208 с.
- Завещание академика Варги: Российский путь перехода к социализму и его результаты // Скепсис. Опубликовано в 1968 году в журнале «Грани» № 68 стр. 137—156, № 69 стр. 134—153 за авторством Евгения Варги.